# Méryem Oumezdi
Méryem Oumezdi (en arabe : مريم أموزيدي), née le 13 janvier 1968, est une athlète marocaine.

## Carrière
Méryem Oumezdi est médaillée d'or du relais 4 x 100 mètres et médaillée d'argent du 100 mètres ainsi que du 200 mètres aux Jeux panarabes de 1985 à Rabat. 
Elle est éliminée en séries du 100 mètres féminin aux Jeux olympiques d'été de 1988 à Séoul.
Aux Championnats panarabes d'athlétisme 1989 au Caire, elle est médaillée d'or du relais 4 x 100 mètres et médaillée d'argent du 100 mètres. 
Sur le plan national, elle est sacrée championne du Maroc du 100 mètres en 1985, 1987, 1988, 1989 et 1990 et du 200 mètres en 1985.